# Indestructible (film, 2018)
Pour les articles homonymes, voir Indestructible.
Pour plus de détails, voir Fiche technique et Distribution.
Indestructible (russe : Несокрушимый) est un film de guerre russe réalisé par Constantin Maximov et sorti en 2018. 
Le film est inspiré de l'histoire réelle des exploits de l'équipage du char soviétique KV-1 sous le commandement de Semion Konovalov (ru) pendant la Grande Guerre patriotique. Engagé dans une bataille inégale le 13 juillet 1942, dans la zone de la ferme Nijnemitiakine dans le district de Tarassovski de l'oblast de Rostov, le KV-1 a détruit 16 chars, 2 véhicules blindés et 8 véhicules des troupes ennemies.

## Synopsis
Le film s'ouvre sur le KV-1 du chef de char Semion Konovalov qui chasse et détruit un PzKpfw IV allemand. Il rejoint ensuite un T-34 échoué et reproche à son commandant de s'être éloigné de son peloton. Le commandant de l'autre char l'informe qu'il s'était lancé à la poursuite d'un Panzer solitaire avant de s'enliser, mais cette raison ne fait qu'accroître la colère de Konovalov, qui leur demande de sortir eux-mêmes le char de la boue, « pour voir ce que c'est que de ne pas avoir de soutien d'un peloton ». Peu après, le Panzer isolé tend une embuscade au char de Konovalov, puis élimine le T-34. C'est la deuxième équipe qu'il perd.
Dans une prairie ravagée par les combats, des tankistes soviétiques cherchent des pièces parmi les chars détruits. L'un d'entre eux, Goubkine, raconte des ragots sur un ingénieur miraculé connu pour ramener des chars morts à la vie, ce qui agace ses camarades plus âgés.
Konovalov, quant à lui, est guéri et regagne le camp. L'officier politique adjoint du bataillon, le major Vladimir Krotov, veut que Konovalov soit traduit en cour martiale. Son ton laisse entrevoir la jalousie qu'il éprouve à l'égard de Konovalov depuis l'école militaire. Le commandant refuse cependant, affirmant que Konovalov est l'un de ses meilleurs hommes.
Aux abords du camp, une ingénieure de l'usine de chars de Kirov arrive au bataillon avec des chars flambant neufs. Il s'agit de Pavla Tchoumak, qui s'avère être l'ex-femme de Konovalov. Krotov entreprend alors de la courtiser. Le capitaine Konovalov se voit confier une nouvelle équipe, composée de l'artilleur Sitov, de l'homme de main Bogdan, du conducteur Rykov et de l'opérateur radio Goubkine, ainsi qu'un KV-1 endommagé.
Cette nuit-là, Konovalov se rend sur le champ de bataille abandonné sans permission ni préavis, emmenant avec lui Rykov et Sitov. Une fois sur place, ils se rendent compte que des soldats allemands font de même. Konovalov et Seetov capturent l'un des Allemands, et Rykov leur donne une fausse autorisation pour les faire partir. À son retour, Krotov tente à nouveau de faire punir Konovalov sous prétexte qu'il a déserté. Le commandant déclare cependant que lui et ses hommes ont fait preuve de bravoure au combat et les félicite pour le prisonnier. Pendant ce temps, Pavla parvient à démarrer temporairement le moteur du KV endommagé et teste le char aux côtés de Konovalov. Ignorant encore leur ancienne relation, Krotov devient jaloux lorsqu'il voit Konovalov et Pavla ensemble, ce qui l'amène à envoyer le char de Konovalov en patrouille avec deux chars T-34, sachant pertinemment que le KV n'est pas prêt pour ce type de manœuvre. Le char n'arrive pas à suivre les autres et reçoit l'ordre de faire demi-tour. Konovalov décide alors de prendre une position défensive et de viser trois chars allemands, qu'il parvient à détruire. Cependant, son commandant de section l'accuse d'avoir désobéit, ce qui conduit à un combat à mains nues entre Konovalov et Krotov.
L'équipage n'est pas en mesure de réparer le KV à temps pour l'offensive, ce qui signifie qu'ils doivent aller au front en tant que fantassins à l'appui des chars. N'ayant aucune expérience en dehors d'un char, leur sort reste incertain. Pavla tente de convaincre le commandant de la laisser réparer leur char, ce qu'il refuse fermement. Après son départ, il réprimande Krotov, l'informant de la relation de Pavla avec Konovalov. Krotov, regrettant ses actions, s'excuse auprès de Konovalov et ils se réconcilient. Pavla tente désespérément de préparer le char de Konovalov pour la bataille, mais n'y parvient pas à temps. À l'aube, le bataillon reçoit l'ordre de partir. Alors que Konovalov et ses hommes partent, Pavla s'effondre en pleurs. Cantor, le traducteur du bataillon, la voit pleurer et lui dit que l'Allemand capturé a parlé d'un KV-1 que les Allemands avaient capturé et caché dans les bois. Il était opérationnel, mais il lui manquait un relais de type 24.
Konovalov et son équipe combattent à pied. L'explosion d'un mortier fait perdre l'équilibre à Bogdan, et la sangle de son arme se coince dans un char qui passe. Rykov se précipite hors du couvert et le libère, mais finit par se faire tirer dessus mortellement. Krotov s'arrête pour transmettre à Konovalov le message de Pavla concernant le char dissimulé. D'abord hésitante, son équipe le rejoint et ils partent pour la zone mentionnée. Ils retrouvent Pavla qui est parvenue à faire fonctionner le char. Alors qu'ils retournent sur le champ de bataille, ils tombent inopinément sur une formation de Panzers qui a fait un détour pour prendre les Soviétiques à revers. L'équipage de Konovalov se bat toute la journée contre les Allemands, supérieurs en nombre, jusqu'à ce qu'ils soient touchés par le dernier Panzer restant. Toute l'équipe est sain et sauf, à l'exception de Bogdan, qui est mort plus tôt en réparant la chenille, et de Goubkine, qui a refusé de quitter le char en flammes pour les couvrir. Les Allemands, ignorant que l'équipage est encore en vie, débarquent de leur char. Konovalov et Sitov les éliminent rapidement, capturent leur char et le ramènent dans leurs lignes.

## Fiche technique
- Titre français : Indestructible[2]
- Titre original russe : Несокрушимый, Nessokrouchimyï[3]
- Réalisation : Constantin Maximov
- Scénario : Valeria Baïkeïeva
- Photographie : Elena Ivanova
- Montage : Valeria Baïkeïeva, constantin Mazour
- Musique : Oleg Voliando
- Sociétés de production : PimanovFilm
- Pays de production :  Russie
- Langue originale : russe
- Format : couleurs
- Genre : film de guerre
- Durée : 85 minutes
- Dates de sortie : 
  - Russie : 25 octobre 2018

## Distribution
- Andreï Tchernychov (ru) : capitaine Semion Konovalov (ru), commandant de char
- Vladimir Epifantsev : sergent Sitov
- Sergueï Gorobtchenko (ru) : Vladimir Krotov
- Oleg Fomine (ru) : lieutenant Rykov
- Olga Pogodina : Pavla Tchoumak
- Nikolaï Dobrynine (ru) : Basich, le chirurgien
- Vladimir Kotchetkov : Goubkine, l'opérateur radio
- Vassili Sedykh : Bogdan Chinekevitch
- Dmitri Zolotoukhine (ru) : Sobol